# Żart (powieść)
Żart – pierwsza powieść Milana Kundery, ukończona 5 grudnia 1965, po raz pierwszy opublikowana w 1967 roku. Przyniosła swojemu autorowi sławę na całym świecie. Opowiada historię komunistycznej Czechosłowacji z punktu widzenia czterech różnych narratorów (wyjątkowo, sam Kundera nie jest żadnym z nich). Chociaż krytyczne odniesienia do panującego ustroju są oczywiste, w przedmowie do Żartu autor stwierdza: Oszczędźcie mi waszego stalinizmu. Żart to miłosna historia. 
W 1968 powieść ta została zekranizowana przez przedstawiciela czeskiej nowej fali, Jaromila Jireša, jednak film został zdjęty z ekranów po wkroczeniu Armii Czerwonej podczas praskiej wiosny.
Pierwsze polskie wydanie Żartu miało miejsce w 1970 roku w przekładzie Emilii Witwickiej.